# Setra S 300 NC
Setra S 300 NC — городской автобус, выпускаемый немецкой компанией Setra с 1989 по 1996 год. Пришёл на смену автобусу Setra S215 SL. Вытеснен с конвейера моделью Setra S315 NF.

## История
Автобус Setra S 300 NC впервые был представлен в 1989 году. В отличие от предыдущей модели, пол автобуса полностью низкий. Конкурентами автобуса являются Mercedes-Benz O405 и MAN NL202.
Изначально автобус назывался Setra S 300 N, в 1990 году его название сменилось на Setra S 300 NC.

## Габариты
|                                  | Setra S 300 N / S 300 NC                       |
| -------------------------------- | ---------------------------------------------- |
| Длина                            | 11 950 мм                                      |
| Ширина (без зеркал заднего вида) | 2500 мм                                        |
| Высота (без кондиционера)*       | 3045 мм                                        |
| Колёсная база                    | 6000 мм                                        |
| Передняя/задняя часть            | Передняя часть: 2500 мм. Задняя часть: 3500 мм |
| Полная масса                     | 18 000 кг                                      |
| Вместимость                      | 80                                             |
| Двери                            | 2                                              |

* = автобус с кондиционером
** = салон по заказу

## Двигатели
| Модель            | Производство | Двигатель     | ЭКО-Стандарт  | Мощность            |
| S 300 N(АКПП ZF)  | 1989         | MAN           | Евро-0        |                     |
| S 300 NC(АКПП ZF) | 1990—1996    | MAN D2865 LOH | Евро-0/Евро-1 |                     |
| S 300 NC(АКПП ZF) | 1990—1996    | MAN D2866     | Евро-0/Евро-1 | 220 кВт (185 л. с.) |